# Fernand Augé
Pour les articles homonymes, voir Augé.
Fernand Augé, né le 11 août 1873 à Michery (Yonne) et mort le 26 mai 1947 à Provins (Seine-et-Marne), est un homme politique français.

## Biographie
Docteur en droit, avoué puis avocat à Provins, il est maire de Provins de 1912 à 1941, et député de Seine-et-Marne de 1924 à 1936, siégeant sur les bancs radicaux.

## Sources
- « Fernand Augé », dans le Dictionnaire des parlementaires français (1889-1940), sous la direction de Jean Jolly, PUF, 1960 [détail de l’édition]